# بخش باینگان
بخش باینگان یکی از بخش‌های تابعه شهرستان پاوه در استان کرمانشاه در غرب ایران است.

## تقسیمات کشوری
- بخش باینگان
  - دهستان ماکوان
  - دهستان شیوه‌سر

نقاط شهری: باینگان، بانه‌وره

## جمعیت
بنابر سرشماری مرکز آمار ایران، جمعیت بخش باینگان شهرستان پاوه در سال ۱۳۸۵ برابر با ۹۳۱۹ نفر بوده است.

## روستاها
روستاهای بخش باینگان شهرستان پاوه:
- - دهستان ماکوان

تین
زردویی
سفیداب
انجیرک باغی
دودان
سیمان
گوریگور
لشگرگاه
هرتا
- - دهستان شیوه‌سر

اریت
بانوره
ساتیاری
بله ای
لاران سفلی
مزیدی
میرعبدلی زرین چیا
میوان
لاران علیا